# سولومون راي
سولومون راي (بالإنجليزية: Solomon)‏ هو كاتب ومنتج أسطوانات أمريكي، ولد في 5 يناير 1987 في سان دييغو في الولايات المتحدة.</ref>

## وصلات خارجية
- الموقع الرسمي
- سولومون راي على موقع ميوزك برينز (الإنجليزية)
- سولومون راي على موقع ديسكوغز (الإنجليزية)